# Pandanus perrieri
Pandanus perrieri är en enhjärtbladig växtart som beskrevs av Ugolino Martelli. Pandanus perrieri ingår i släktet Pandanus och familjen Pandanaceae.
Artens utbredningsområde är Madagaskar. Inga underarter finns listade.